# Queen Naija
Queen Naija Bulls (Ypsilanti, 17 de octubre de 1995) es una cantante y compositora de ascendencia yemení, nacida en los Estados Unidos. Su estilo musical es el Rhythm and blues contemporáneo.
En diciembre de 2017, publicó la canción "Medicine". Aunque en ese momento era reconocida solamente en las redes sociales y no contaba con ningún patrocinio de una compañía discográfica, la canción se posicionó en la casilla 45 de la lista Billboard Hot 100 en abril de 2018. En junio de 2018, Queen publicó su segundo sencillo, "Karma", esta vez como artista de la discográfica Capitol Records. El día de su estreno, la canción ocupó la primera posición en las listas de éxitos de iTunes Store.

## Primeros años y familia
Queen Naija nació el 17 de octubre de 1995. Su padre es originario de Yemen y su madre es afroamericana. Su nombre de nacimiento, Queen Naija, le fue dado por su madre. "Queen" fue inspirado por su abuela, quien tenía el mismo nombre, y "Naija" fue una alteración del nombre de su padre, Naji. Tiene dos hermanos por parte de su madre y ocho por parte de su padre.

## Carrera

### 2014:American Idol
Queen Naija, conocida originalmente como Queen Bulls, obtuvo relevancia en los Estados Unidos como concursante del programa de telerrealidad American Idol en su octava temporada. Había hecho la audición dos años antes, pero no había podido pasar a la siguiente ronda. En la octava temporada, avanzó a la ronda de Hollywood, pero fue eliminada cuando se eligieron los treinta finalistas. Después de su experiencia en el programa, y con la fama obtenida, Naija continuó construyendo su carrera a través de YouTube.

### 2016–presente: YouTube
Queen Naija inició su experiencia como YouTuber en 2016 junto a su exesposo Christopher Sails en Detroit, Míchigan. Su canal de YouTube se titulaba "Chris and Queen", consistía en vídeos relacionados con la pareja, tales como desafíos, cuentos, vlogs diarios y bromas. También incluía música cantada por ambos, tanto canciones originales como covers. El canal de la pareja creció rápidamente en popularidad, alcanzando más de 2.3 millones de suscriptores en un año.
En noviembre de 2017, la pareja oficialmente se separó y Queen tramitó el divorcio. Su canal, con millonarias visitas y suscripciones, le fue otorgado a Sails por Naija, cambiando el título del mismo a Chris Sails.
El 4 de abril de 2017 Naija creó su propio canal, llamado "Queen Naija". Ha afirmado que creó su propio canal mientras todavía estaba con Chris porque quería algo a lo que recurrir si la relación terminaba. Una vez finalizó su relación con Sails oficialmente, Queen Naija empezó a trabajar en su canal, que para entonces ya contaba con unos 600 mil suscriptores. A la fecha, su canal cuenta con aproximadamente cinco millones de suscriptores.
En julio de 2018, Queen creó un nuevo canal colaborativo, llamado "Royal Family". En él aparece junto a su nueva pareja, Clarence White. Sus vídeos incluyen desafíos, vlogs, cuentos y contenido familiar. Actualmente el canal sobrepasa los dos millones de suscriptores.

### 2016–2017: Inicios de su carrera musical
Queen Naija inició su carrera musical en su canal de YouTube. Empezó a crear música con su esposo Chris, incluyendo canciones populares como "Maybe", "Come to This" y "Exclusive Girl", además de algunos covers, remixes y colaboraciones.
El 31 de diciembre de 2017, Queen publicó en su canal la canción "Medicine". En menos de dos semanas, ya contaba con más de dos millones de reproducciones en YouTube. En una entrevista con la revista Fader, ella se refirió a la canción de la siguiente manera: "Medicine fue hecha básicamente para confirmar a mis seguidores en YouTube lo que pasó en mi matrimonio. Querían saber si me iba o no. No quise decir nada porque la primera vez que fui engañada, me quedé. Me sentí estúpida. Pero luego sucedió de nuevo y no quería que todos se sintieran así. Así que en vez de hablar de ello, les dije que escribiría una canción al respecto. Una vez que vi la repercusión que tuvo la canción fuera de YouTube, pensé que necesitaba tomarme la música más en serio. Siempre quise cantar, he estado cantando desde que tenía tres años. Sabía que iba a pasar de alguna manera, pero no sabía cómo".

### 2018: Popularidad internacional
En enero de 2018, Naija brindó una entrevista explicando la letra de la canción "Medicine" en la plataforma Genius. Un mes después de su publicación, ya contaba con cinco millones de visualizaciones. Queen documentó en su canal de YouTube algunas reuniones con sellos discográficos a las que asistió con su equipo de trabajo. Para marzo de 2018, "Medicine" ya había sobrepasado la cifra de las 10 millones de reproducciones. Un vídeoclip oficial fue publicado un mes después. El vídeo obtuvo 4.5 millones de visitas el día de su lanzamiento, y actualmente sobrepasa los 140 millones.
El 25 de abril de 2018, Queen Naija firmó un contrato discográfico con Capitol Records. En junio del mismo año publicó su segundo sencillo, "Karma", canción escrita y grabada en enero de 2018. El día de su lanzamiento, la canción se ubicó en la primera posición en las listas de éxitos de iTunes Store. "Karma" logró ubicarse en la posición número 13 de la lista Billboard Digital Songs. En julio de 2018, "Karma" debutó en la posición 63 de la lista Billboard Hot 100. El vídeo de la canción actualmente supera las cien millones de reproducciones en YouTube.

### 2018:Queen Naija
Queen Naija publicó su EP homónimo el 27 de julio de 2018. La producción consta de cinco canciones, "Medicine", "Karma", "Mama's Hand", "Butterflies" y "Bad Boy", y presenta créditos en la producción de No I.D., El Jefe, Rob Grimaldi, 30HERTZBEATS y ClickNPress.
La cantante describió su EP como un viaje emocional en el que cada canción describe una experiencia o emoción por la que ha pasado a lo largo de su vida. Las canciones hacen referencia a temas como la angustia, la traición, la maternidad y la búsqueda de un nuevo amor. En agosto de 2018, el EP debutó en la posición 26 de la lista de éxitos Billboard 200 y encabezó la lista de Apple Music.

## Plano personal
En octubre de 2014, Naija se casó con su novio de la escuela, Chris Sails. El 17 de febrero de 2015 la pareja tuvo un hijo llamado Christopher Jeremiah "CJ" Sails. Se separaron en 2017 luego de la presunta infidelidad de Sails. En 2018, Naija empezó a salir con el YouTuber Clarence White, y poco tiempo después la artista anunció su nuevo embarazo. El 29 de enero de 2019 tuvo su segundo hijo, Legend Lorenzo White.

## Discografía

### Álbumes de estudio
- M.E.:Mixed Emotions (2020)

### EP
| Título         | Detalles                                                                               | Máxima posición en las listas | Máxima posición en las listas | Máxima posición en las listas |
| Título         | Detalles                                                                               | E..UU.                        | EE. UU. R&B /HH               | EE. UU. R&B                   |
| -------------- | -------------------------------------------------------------------------------------- | ----------------------------- | ----------------------------- | ----------------------------- |
| Queen Naija EP | - Lanzamiento: 27 de julio de 2018 - Discográfica: Capitol - Formato: Descarga digital | 26                            | 14                            | 2                             |

### Sencillos
| Título              | Año  | Máxima posición en las listas | Máxima posición en las listas | Certificaciones | Álbum                |
| Título              | Año  | EE. UU.                       | EE. UU. R&B /HH               | Certificaciones | Álbum                |
| ------------------- | ---- | ----------------------------- | ----------------------------- | --------------- | -------------------- |
| "Medicine"          | 2017 | 45                            | —                             | - RIAA: Platino | Queen Naija          |
| "Karma"             | 2018 | 63                            | 40                            | - RIAA: Platino | Queen Naija          |
| "Butterflies"       | 2018 | —                             | 49                            | - RIAA: Oro     | Queen Naija          |
| "War Cry"           | 2018 | —                             | —                             |                 | Sin álbum            |
| "Away From You"     | 2019 | —                             | —                             |                 | Sin álbum            |
| "Good Morning Text" | 2019 | —                             | —                             |                 | M.E.: Mixed Emotions |